# Димитър Ковачевски
Димитър Ковачевски (на македонска литературна норма: Димитар Ковачевски) е северномакедонски икономист, бизнесмен и политик, председател на Социалдемократическия съюз на Македония от края на 2021 година, наследявайки Зоран Заев на поста. Министър-председател на Северна Македония от 16 януари 2022 до 28 януари 2024 г.

## Биография
Роден е в 1974 година в град Куманово, тогава в Социалистическа федеративна република Югославия. Син е на Слободан Ковачевски, който е бил кмет на Куманово и посланик на Северна Македония в Черна гора. Димитър Ковачевски завършва Икономическия факултет на Скопския университет. След като завършва магистратура в Скопие, заминава за Черна гора, където в 2008 година защитава докторантура по икономика в Черногорския университет в Подгорица. Специализира в Харвардския универитет, Мюнхенския технически университет, Еразъмския университет в Ротердам и други.
Ковачевски започва кариерата си в Македонския телеком като директор маркетинг и управление на продажбите. Влиза в политиката и е член на Социалдемократическия съюз на Македония, като след това е част от партийното ръководство. Става заместник-министър на финансите на Северна Македония и докато изпълнява длъжността си на 12 декември 2021 година е избран за председател на партията, наследявайки Зоран Заев. След оставката на Заев, в медийното пространство циркулира очакването, че Ковачевски ще наследи и премиерския пост. Малко по-късно самият Ковачевски обявява, че е избран да получи мандат за съставяне на правителство.